# Licantén
Licantén ist eine Stadt und Gemeinde in der Provinz Curicó in der Región del Maule in Chile. Bei der Volkszählung im Jahr 2017 hatte sie 6653 Einwohner. Die Gemeinde erstreckt sich über eine Fläche von 273,3 km².

## Geschichte
Zur Inka-Zeit verlief die Küstenstraße in der Nähe des heutigen Ortes. Im 18. Jahrhundert war Licantén eine Kolonialfarm im Besitz von Antonio Díaz. Um sie herum entstand eine kleine Siedlung, in der am 27. Dezember 1864 die Kirche Licantén gegründet wurde. Im 19. Jahrhundert erlangte es eine größere Entwicklung, als die Eisenbahn ausgebaut wurde und es zur Hauptstadt des Departements Mataquito ernannt wurde.
Am 27. November 1918 wurde es durch Gesetz Nr. 5.955 eine Gemeinde.

## Bevölkerung
Laut der Volkszählung des Nationalen Statistikinstituts von 2002 hatte Licantén 6902 Einwohner (3654 Männer und 3248 Frauen). Von diesen lebten 3974 (57,6 %) in städtischen Gebieten und 2928 (42,4 %) auf dem Land. Die Bevölkerung wuchs zwischen den Volkszählungen von 1992 und 2002 um 8,8 % (557 Personen). Im Jahr 2017 zählte man 6653 Personen.